# Castello di Torre In Pietra
Il castello di Torre in Pietra, detto anche castello Falconieri, è una dimora storica situata a Torre in Pietra, nella Campagna romana.

## Storia
Inizialmente il borgo era un castrum attorniato da torri e da mura di cinta.

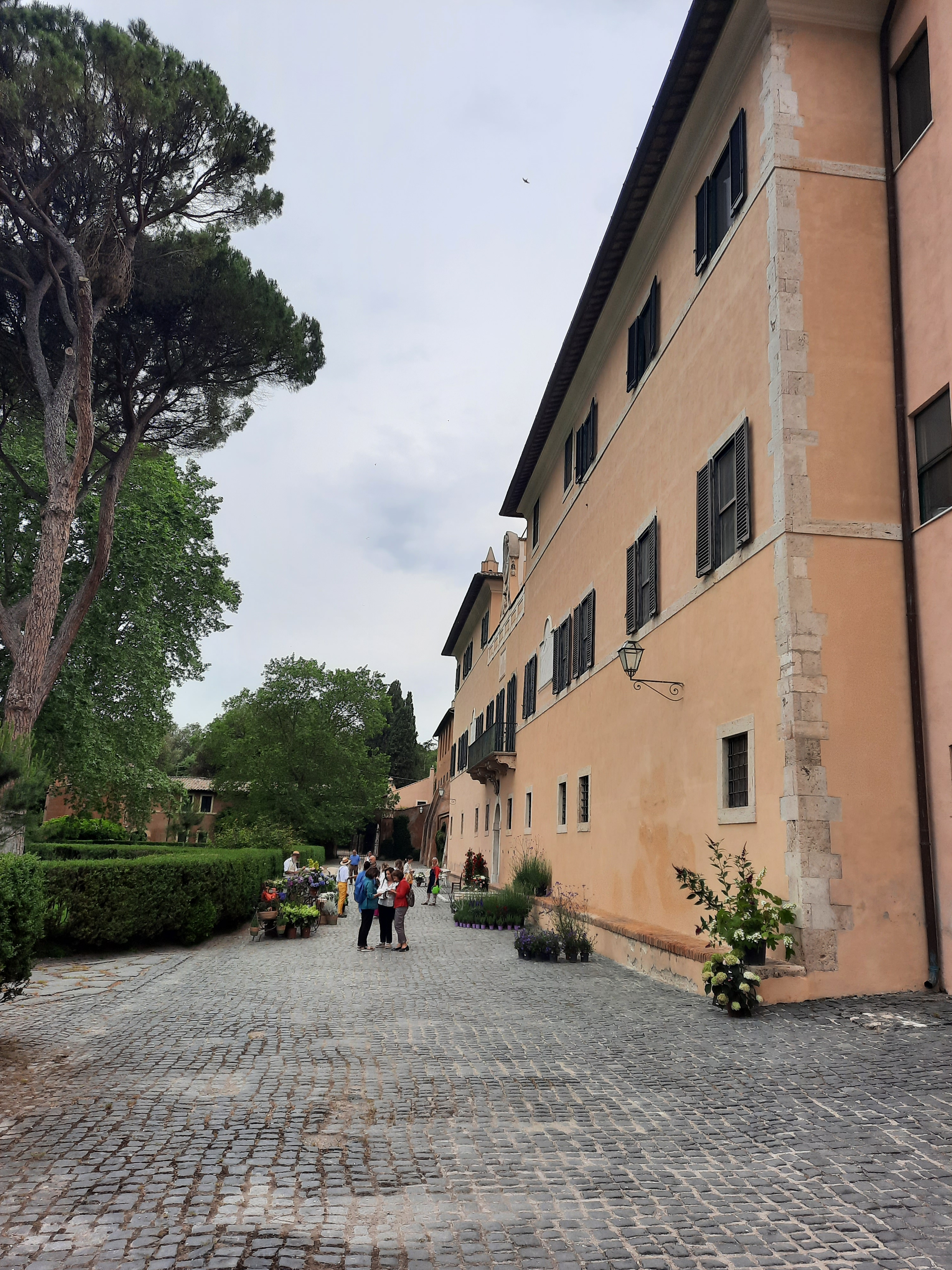
Veduta di parte del castello

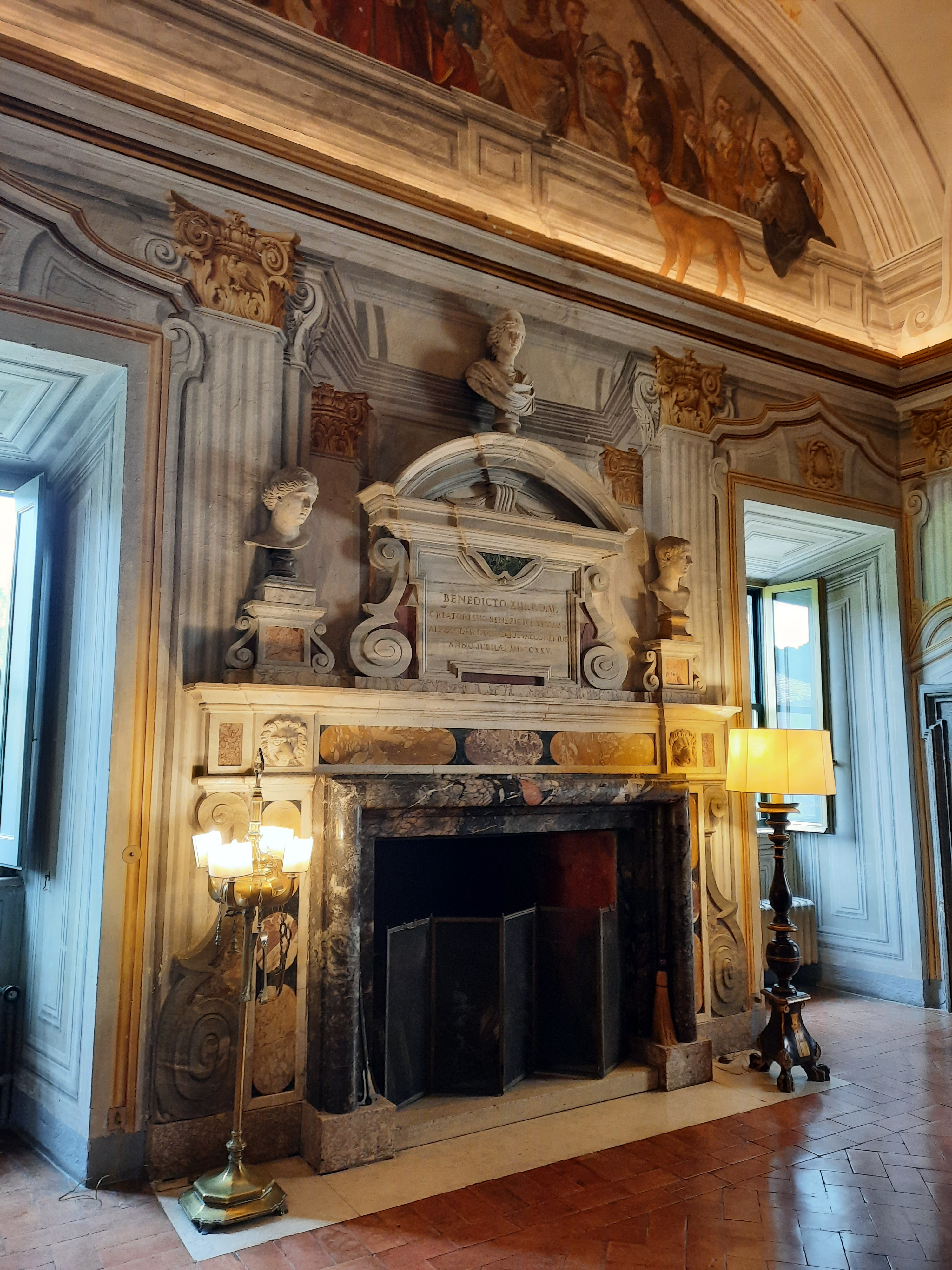
Veduta di interno con camino datato MDCCXXV

Nel 1254 il castello era proprietà della famiglia Normanni che riunirono in una sola proprietà alcuni fondi limitrofi come Pruniano (Leprignana) e Castel Lombardo, poi passò probabilmente per eredità agli Anguillara che, nel 1457, per mano di Lorenzo e Felice Anguillara, per 3000 ducati d'oro lo vendettero a Massimo di Lello di Cecco dei Massimo, quindi passò ai Peretti.
Nel 1639 fu venduta ai principi Falconieri. 
Ferdinando Fuga realizzò la chiesa e lo scalone del piano nobile del castello, indi Pier Leone Ghezzi ne realizzò gli interni, perlopiù gli affreschi inerenti all'anno giubilare 1725. Il castello risultava così essere alla fine del secolo XVIII il centro di una tenuta con superficie di oltre 1900 rubbi pari a 3460 ettari.
Il castello che oggi ammiriamo è sostanzialmente quello che ci hanno lasciato i Falconieri.
Gli affreschi sono perfettamente conservati: possiamo rivivere i fasti dell'anno giubilare 1725, quando il Ghezzi viene chiamato da Alessandro Falconieri a decorare il piano nobile con scene celebranti la visita al castello del Papa Benedetto XIII.
All'interno della chiesa ottagonale, gli affreschi sugli altari laterali sono ulteriori testimonianze della sua opera.
Infine, nella seconda metà dell'Ottocento, i Falconieri si estinguono e Torre in Pietra conosce un'epoca di decadenza.
Nel 1926 passò al senatore Luigi Albertini che ne bonificò le terre secondo le moderne tecniche e la rese tra le più prestigiose aziende zootecniche italiane.
Nel 1941 passò a sua figlia Elena Albertini, sposata con il conte Nicolò Carandini, i cui eredi tuttora risultano proprietari del castello.

## Struttura
Il castello è circondato da giardini con pini imponenti.  Dal giardino si accede al cortile con porticato a colonne a sesto ribassato. All'interno, al pian terreno, vi è la "sala Peretti", con un'ampiezza di 220 metri quadrati.
La sala Peretti di grande fascino con grande camino soffitto ad arco a tutto sesto con spicchi presso le aperture delle finestre. La sala viene utilizzata per convegni, ricevimenti e matrimoni.
Si accede al piano nobile con scalone storico. Gli affreschi del Ghezzi danno un gran fascino agli ambienti:
- un salone con gli affreschi del giubileo del 1725; la volta è a sesto ribassato con spicchi
- le salette Falconieri
- la stanza del bosco
- la sala verde
- la galleria (sorta di corridoio con soffitto ad arco a tutto sesto che collega gli ambienti)

Questi ultimi quattro ambienti sono affrescati con dei panorami alberati. Il Castello è ancora abitato dagli eredi di Luigi Albertini che promuovono un'esclusiva attività di ricettività (vedi il sito): matrimoni, feste, convegni. Il castello è stato ed è richiesto per importanti set cinematografici. Si organizzano visite guidate. Fa parte dell'ADSI associazione dimore storiche italiane. È visitabile.

## La cappella di Sant'Antonio Abate

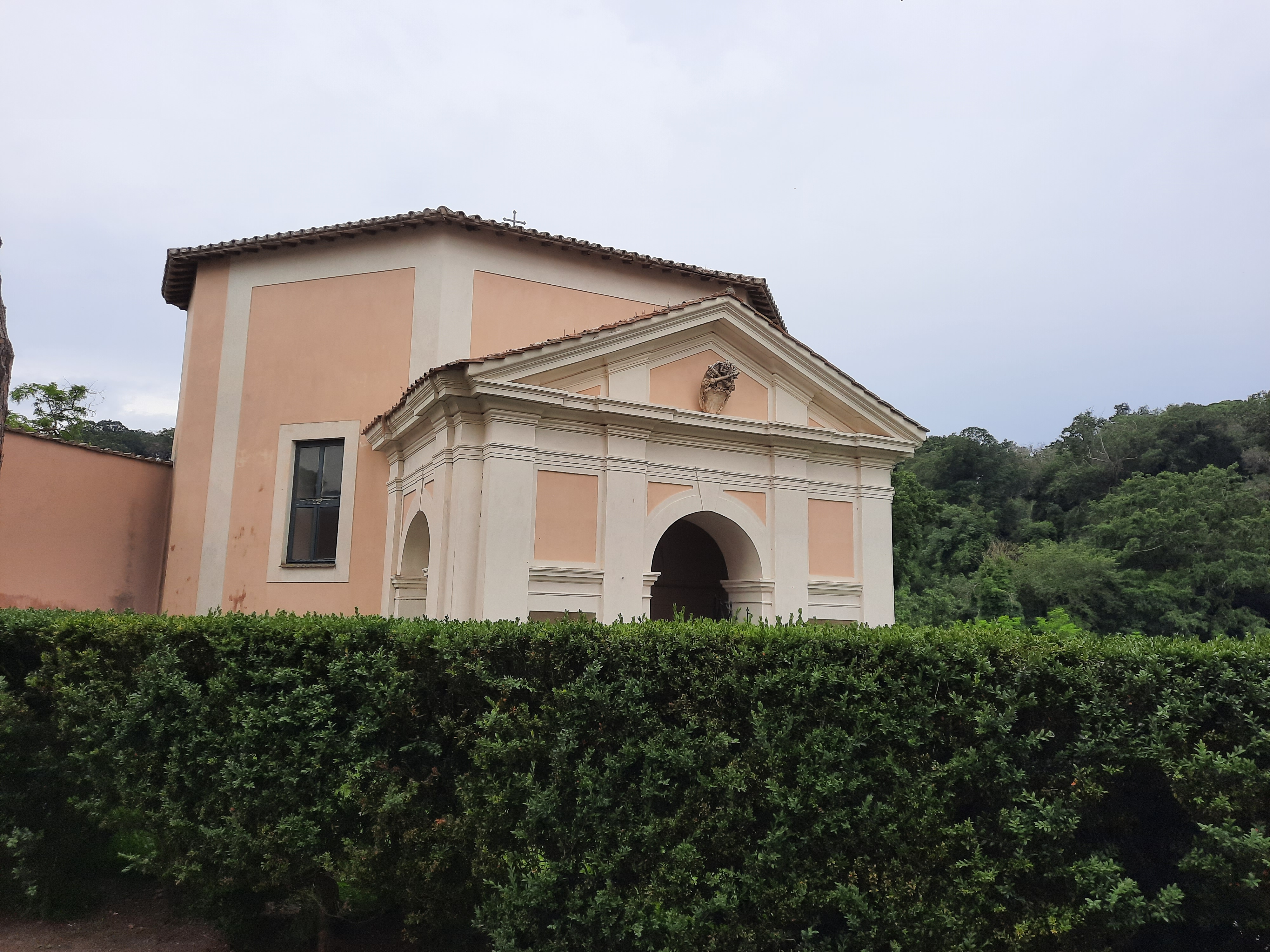
La cappella

La cappella, a navata unica, è in stile barocco a pianta ottagonale.
Il portone è terminante in alto ad arco a tutto sesto sormontato da un frontone triangolare ed affiancato da 4 lesene a pilastro (2 per lato).
Sull'altare vi è un dipinto di una Madonna con Bambino. È parte dell'attività ricettiva: vi si svolgono i matrimoni.

## La produzione vinicola
Nelle cantine del castello di Torre in Pietra opera l'azienda vinicola di Filippo Antonelli e Lorenzo Majnoni, produttori anche in Umbria e in Toscana. La cantina fu ricavata scavando sotto una collina in tufo (formatasi dalle ceneri del vulcano di Bracciano) e impiegata per la produzione del vino già a partire dal ‘600. Nel 1938 la struttura venne ampliata e, nel corso degli scavi, furono ritrovati numerosi resti di elefanti preistorici (Elephas Europeus). 
Oggi l'azienda di Filippo Antonelli (che produce vino anche a Montefalco, vicino a Perugia) e del cugino Lorenzo Majnoni (la cui famiglia Majnoni Guicciardini produce Chianti in Val d'Elsa) può contare su 150 ettari, dei quali 52 coltivati a vigneto. Tra le varietà a bacca bianca troviamo il vermentino, lo chardonnay, il fiano e la malvasia puntinata; tra quelle a bacca rossa il montepulciano, il sangiovese, il merlot, il syrah e il cesanese. Le vigne, tutte coltivate secondo i dettami dell'agricoltura biologica, ricadono nel territorio del comune di Fiumicino, nell'ambito della nuova Igt Costa Etrusco Romana e della DOC Roma. I terreni sono leggermente collinari, con un'altitudine media di 50 metri sul livello del mare. Sono terre di origine pleistocenica, ricche di detriti marini, in parte franco-sabbiosi (utilizzati per i vitigni a bacca bianca), in parte franco-argillosi (per quelli a bacca rossa). Il sistema di allevamento è a filari a cordone speronato basso e guyot, la densità di impianto di 5.000 ceppi/ettaro. I vigneti con esposizione sud e ovest, le moderne attrezzature, la competenza dei tecnici in vigna e in cantina, sono tutti aspetti determinanti per la produzione di un vino di qualità. Aperta a visite e degustazioni, nelle belle cantine del castello di Torre in Pietra dall'inizio del 2015 è presente anche l'Osteria dell'Elefante.